# Гранд Отель Астрахань
Marins Grand Hotel Астрахань (б. Аль Паж, Гранд Отель Астрахань)— пятизвёздочный бизнес-отель, расположенный в городе Астрахань на набережной реки Волга.

## История
Существующее здание это реконструкция незавершенного строительства Яхт Клуба. Проектирование под гостиницу начали в 2006 году. При техническом обследовании существующего здания выявили необходимость сноса 2-х верхних этажей по причине деструкции кирпичной кладки. Для строительства дополнительных этажей выполнен проект укрепления фундаментов. Существующее здание удлинено на 32.5 м в южную сторону, добавлены по обеим торцам два 16 этажных здания бизнес-центра и здание бассейна со СПА. В ходе строительства заказчик поменял решение — здания бизнес центров превращены в элитные жилые комплексы.
Фундаменты пристроек свайные, конструкции зданий монолитный ж/б , ограждение стеклянное.
Над проектом работал авторский коллектив: Махмудов А.А. — Руководитель, главный архитектор проекта, Ахмедов А.Д. — Главный инженер проекта, Неверов А.И. — Главный художник, Иванченко И. — Архитектор, Осипова Т — Архитектор, генеральные планы, Новиков С. — Инженер-конструктор, Мостовой О. — Инженер-конструктор, Яньков В. — Инженер-конструктор, Иванченко И. — Дизайн интерьеров.

## Описание
Гостиница расположена на берегу реки Волга в непосредственной близости от административного и делового центра города. К основному зданию гостиницы прилегают две высокие башни. Архитектурной особенностью проекта являются современные стеклянные витражи.
- В гостинице — 6 этажей
- Высота гостиницы — 38,5 м
- Площадь гостиницы — 16099 м²
- Пл. застройки гостиницы — 6011 м²
- Площадь СПА-центра — 1400 м²
- Площадь территории — 15 000 м²
- Площадь жилого этажа — 6011 м²
- Отель может принять до 300 гостей
- Проведение конференций — до 300 человек
- Проведение банкетов — до 250 человек
- Автостоянка — на 40 машиномент

## Номера
В Гранд Отеле 168 номеров, в том числе 61 — высшей категории. Номера отеля имеют вид на город и на Волгу.

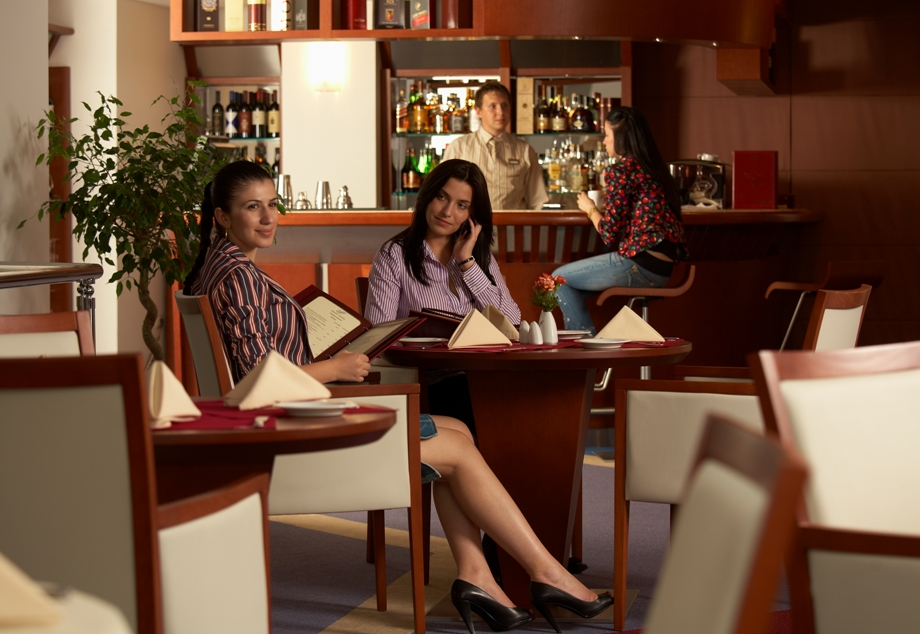
Ресторан гостиницы Al Pash Grand Hotel Астрахань

- Стандартные номера «Оптима» и «Стандарт»
- Номера категории «Люкс»

## Развлечения
В гостинице расположен ресторан Grand, состоящий из 2-х залов — Fusion и Royal , а также лобби бар «Золотая фисташка». К услугам гостей в отеле также работает СПА-центр, салон красоты.

## Награды
- Отель года по версии Министерства Спорта и Туризма Астраханской Области[6]
- 16 мая 2009 года Отелю был вручен Сертификат действительного члена Федерации Рестораторов и Отельеров России.
- 14 июля 2009 года было официально объявлено о присвоении Отелю «5 звезд» — самого почетного статуса в системе классификации гостиниц и других средств размещения.

## Официальные мероприятия
- Губернаторский бал «Молодежь Губернии».[7]
- День астраханского кулинара.[8]
- Встреча президентов России, Азербайджана, Армении 27.10.2010г[9][10]